# 郭英敏
郭英旻（1993年5月21日—），團體時期藝名為ARON，美籍韓裔男歌手、演員，為韓國男子團體NU'EST成員，擔任領Rapper和副唱。現為個人歌手。

## 經歷

### 早期生涯
ARON於1993年5月21日出生於美國加利福尼亞州洛杉磯，為美籍韓裔。曾經是高爾夫球選手，在高中組比賽時獲得了最有價值球員及年度新人獎。在學生時代的成績非常出色，SAT考了2180分(滿分2400)，只錯了14個問題，排名前0.5%內，更被紐約大學錄取 , 獲得自由專攻的機會並想學習新聞方面的專業。偶然參與Pledis娛樂2011年9月在美國舉辦的徵選「PLEDIS USA Personal Audition」，表演Ne-Yo《So Sick》通過徵選且取得最高分，甚至被認為可以馬上出道。而後Aron放棄了紐約大學入學機會，在完全不會韓文的情況下獨自前往首爾成為練習生。

### 練習生時期
PLEDIS BOYS成員時期多次出現在大眾的面前，曾和After School一起登上 Ceci 雜誌，以及在2011年末特別節目《SBS 歌謠大戰》演出。並出演了After School分隊After School Blue的出道曲〈Wonder Boy〉及PLEDIS家族專輯《Happy Pledis 2012》收錄曲〈LOVE LETTER〉的MV和舞台現場演出。

### NU'EST
2012年3月15日以ARON為藝名作為男子團體NU'EST的成員出道，擔任領Rapper和副主唱。在出道單曲《Face》中和JR共同參與收錄曲〈NU, Establish, Style, Tempo〉的作詞。
2013年4月，ARON開始擔任 Arirang R 英語電台節目《Music Access》的 DJ。ARON加入後節目人氣大增，留言版每日留言量急増至三千多。7月，ARON因急性腸胃炎送醫治療，並全面暫時停止活動，因此缺席海外行程。
2014年，ARON在正規專輯《Re:BIRTH》再次參與歌曲作詞，作品包括主打曲〈Action〉及收錄曲〈어깨빌려줘(把肩膀借給我)〉。ARON在〈어깨빌려줘(把肩膀借給我)〉中訴說了本人的經驗，歌詞描述其辛苦的經歷。同年，ARON擔任Chad Future 〈Got It Figured Out〉的featuring並出演其MV。
2015年4月，ARON離開電台節目《Music Access》。8月，ARON相隔四個月後再次擔任DJ，主持SBS PopAsia的英語電台節目《Aron's Hangout》，至在2016年4月結束該節目，結束近三年的電台主持人生涯。
2017年2月NU'EST暫停團體活動，除了ARON因膝蓋受傷而休息外 （页面存档备份，存于），其餘四名成員參加Mnet選秀節目《PRODUCE 101 (第二季)》。最終，旼炫成為期間限定團體Wanna One的成員，因合約限制需暫時停止NU'EST的活動。而後Pledis娛樂表示其餘四名成員（JR、ARON、白虎、Ren）以分隊 NU'EST W 的形式於下半年開始回歸。
2017年7月18日，Aron開始以NU'EST小分隊NU'EST W成員身分展開活動；7月31日，ARON參與了Raina(After School)單曲專輯中主打曲〈Loop〉的featuring和宣傳活動。隨後於10月10日發表的迷你專輯《W, HERE》中演唱其首次solo曲〈GOOD LOVE〉。
2018年3月，ARON於〈DOUBLE YOU〉演唱會中，表演了〈GOOD LOVE〉R&B舞蹈版，展現其如音樂劇般的性感魅力。6月，因迷你專輯《WHO, YOU》中的主打歌〈Dejavu〉的歌詞，從而獲得了「郭記憶」的外號。11月26日發表迷你專輯《WAKE,N》的solo曲〈WI FI〉，於12月的〈DOUBLE YOU〉FINAL IN SEOUL演唱會中演出，ARON本次個人表演豐富多彩，在編舞方面較先前更加注重與觀眾間的互動交流。
2019年，ARON重新以NU'EST成員身分展開活動，但因肩傷未能完整參與4月舉辦的〈Segno〉IN SEOUL演唱會，於演唱會中以爵士版本重新演繹〈GOOD LOVE〉一曲。從4月開始，ARON連續三個月登上雜誌封面人物，其中《1st Look》4月號是其首度雜誌個人封面拍攝，夢幻的外觀和神秘的氣氛蔚為話題。7月3日，ARON以流利風趣的英語訪問好萊塢電影《蜘蛛人：離家日》主演演員們湯姆·霍蘭德及傑克·葛倫霍，大勢明星的相遇引起高度關注，雙方完成了一次愉快的採訪。7月6日，ARON參加舉辦的KCON 2019 NY演唱會後罹患急性腸胃炎，但其隨後於7月8日回韓的班機上以韓英翻譯幫助了危急的年幼患者，不居功的謙遜態度在粉絲間得到了「郭英雄」的稱號。8月17日，ARON回到家鄉洛杉磯，與成員Ren共同擔任KCON 2019 LA的特別MC，受到當地粉絲熱烈的歡迎。
2021年1月2日，Pledis娛樂發布官方聲明，宣布Aron因心理不安症狀求醫，並在公司與成員們的建議下，暫停一切活動，專心治療。2021年6月29日，他在韓國的VLIVE網站，NU'EST頻道開直播，以韓語及英語向粉絲們宣佈，自己已經完全康復，自6月25日起，重啟演藝活動。

### 解散後發展
2022年3月21日，與身為前偶像的朋友Joel Lane一起開設youtube頻道"Korean Cowboys （页面存档备份，存于）"，並在此節目正式宣布不再繼續當偶像。5月21日生日當天，於首爾延世大學一百周年紀念館音樂廳舉辦兩場生日粉絲見面會，自行企劃製作並展現其執行力。門票於5月10日開賣，且於一分鐘內售罄。在第一場粉絲見面會上，NU'EST隊長JR秘密準備祝賀影片在場上播放，給Aaron及粉絲們帶來極大驚喜；第二場粉絲見面會上，NU'EST成員白虎、旼炫均現身觀看，並與Aaron互動，為滿場的歌迷們帶來更大喜悅。這是自2022年3月14日該團體解散以來，聚集最多成員的一場公開演出，令粉絲LOVE們感動不已。
2022年7月25日，受邀成為After school club新MC

## 音樂作品

### 數位單曲
| 單曲 # | 發佈日       | 歌名                   | 備註 |
| 1st    | 2023年6月1日 | 時差 (TIME DIFFERENCE) |      |

### NU'EST音樂作品
所屬團體之共同作品，請參閱 NU'EST#音樂作品

### 詞曲創作
韓國音樂著作權協會之登記編號：ARON（10016278），9首。
| 年份   | 發佈日   | 歌手     | 專輯名稱                        | 歌名                                                   | 參與部分 | 其他參與成員                       |
| 2012年 | 3月15日  | NU'EST   | 《FACE》                        | NU, Establish, Style, Tempo                            | 詞       | JR：詞                             |
| 2014年 | 2月27日  | NU'EST   | 《Re:BIRTH》                    | 어깨빌려줘 (Feat. 계범주) 把肩膀借給我（Feat. 桂範洙） | 詞       | JR：詞                             |
| 2014年 | 2月27日  | NU'EST   | 《Re:BIRTH》                    | Action                                                 | 詞       | [ 51 ]                             |
| 2016年 | 8月29日  | NU'EST   | 《CANVAS》                      | Love Paint (every afternoon)                           | 詞       | NU'EST所有成員合作詞               |
| 2017年 | 10月10日 | NU'EST W | 《W,HERE》                      | GOOD LOVE (ARON SOLO)                                  | 詞       | 白虎：詞曲                         |
| 2018年 | 10月1日  | NU'EST W | 〈I Don't Care（with Spoonz）〉 | I Don't Care（with Spoonz）                            | 詞       | 白虎：詞曲、NU'EST W所有成員合作詞 |
| 2018年 | 11月26日 | NU'EST W | 《WAKE,N》                      | WI FI(ARON SOLO)                                       | 詞       | 白虎：詞曲                         |
| 2019年 | 3月15日  | NU'EST   | 《노래제목》                    | 노래 제목 (A Song For You)                             | 詞       | NU'EST所有成員合作詞               |
| 2020年 | 2月14日  | NU'EST   | 《LET'S LOVE(WITH SPOONZ)》     | Let’s love(with spoonz)                                | 詞       | NU'EST所有成員合作詞               |
| 2021年 | 4月19日  | NU'EST   | 《Romanticize》                 | I’m not(Aron solo)                                     | 詞       | 白虎、Glenn(prismfilter)           |

### 合作歌曲
| 年份   | 發佈日  | 合作歌手            | 歌名           | 備註 |
| 2014年 | 6月30日 | Chad Future         | Got It Figured | Feat |
| 2017年 | 7月31日 | Raina(After School) | Loop           | Feat |

## 媒體作品

### 綜藝節目
所屬團體之共同作品，請參閱 NU'EST影視作品列表#綜藝節目

### 特別節目與活動
| 日期          | 主辦單位            | 節目╱活動名稱  | 性質     | 備註        |
| 2019年3月20日 | 2019 F/W 首爾時裝周 | BIG PARK服裝展 | 觀秀嘉賓 | 與旼炫、Ren |
| 2019年8月17日 | CJ ENM              | KCON 2019 LA   | 特別MC   | 與Ren       |

### 參演音樂錄影帶
| 年份   | 發佈日  | 歌手                  | 歌名                              | 備註                          |
| 2011年 | 7月20日 | A.S. BLUE             | Wonder Boy                        | 曾在音樂節目伴舞              |
| 2011年 | 12月1日 | 孫淡妃 & After School | LOVE LETTER                       | Feat. Ara、Hyelim、旼炫、白虎 |
| 2012年 | 1月     | Happy Pledis          | LOVE LETTER(PLEDIS BOYS VERSION!) |                               |
| 2013年 | 6月20日 | 桂範洙                | The Ceiling                       |                               |
| 2014年 | 6月30日 | Chad Future           | Got It Figured Out                | Feat ARON                     |
| 2015年 | 2月12日 | Amber                 | SHAKE THAT BRASS                  | [ 56 ]                        |
| 2017年 | 7月31日 | Raina                 | Loop                              | Feat ARON                     |

### 電影
| 上映時間     | 片名           | 角色          |
| 2016年1月9日 | Their Distance | Kim Tae-hyeon |

### 電台節目
所屬團體之共同作品，請參閱 NU'EST影視作品列表#電台節目
| 放送日期      | 電視台       | 節目名稱                     | 備註                  |
| 2017年7月31日 | SBS Power FM | 李國主的Young street         | 與Raina(After School) |
| 2017年8月2日  | SBS LOVE FM  | 尹亨彬和梁世炯的Two man show | 與Raina(After School) |
| 2017年8月9日  | KBS Cool FM  | 李秀智的歌謠廣場             | 與Raina(After School) |

## 主持作品

### 節目主持
| 日期                        | 電視台         | 節目名稱              | 備註 |
| 2022年5月23日—2023年2月13日 | YouTube KOREAZ | 《REAL Korea 5 S2》   |      |
| 2022年7月26日—              | Arirang TV     | 《After School Club》 |      |

### 電台主持
| 日期                        | 電台        | 節目名稱            | 備註            |
| 2013年4月8日—2015年4月19日  | Arirang-R   | 《Music Access》    |                 |
| 2015年8月14日—2016年4月22日 | SBS PopAsia | 《Aron's Hangout》  | EP1-33          |
| 2020年10月5日—2021年1月1日  | NAVER網站   | 《NEVER TO. NIGHT》 | EP1-39,with Ren |

## 演唱會及其他演出
| 日期               | 演出名稱                                          | 舉辦地點                     | 備註        |
| 2022年5月21日      | 2022 AARON B-party <伍月二十一>                   | 延世大學一百周年紀念館音樂廳 | 14:00 19:00 |
| 2023年5月16日      | 2023 AARON FANMEETING TOUR <SPECTRUM OF> in TOKYO | Zepp Haneda                  | 14:30 18:30 |
| 2023年5月20日-21日 | 2023 AARON FANMEETING TOUR <SPECTRUM OF> in SEOUL | BLUE AQUARE                  |             |

## 外部連結
- 郭英敏的Instagram帳戶